# Meurtres à la pointe du Raz
Pour plus de détails, voir Fiche technique et Distribution.
Meurtres à la pointe du Raz est un téléfilm franco-belge de la collection Meurtres à... réalisé par Laurent Dussaux sur un scénario de Matthieu Savignac et diffusé pour la première fois en Belgique le 8 novembre 2020 sur La Une, en Suisse le 22 janvier 2021 sur RTS Un et en France le 3 avril 2021 sur France 3.
Cette fiction est une coproduction de Fontaram Productions, Kwai, France Télévisions, AT-Production et la RTBF (télévision belge).
Elle fait partie des 10 épisodes phares sélectionnés par la RTBF pour célébrer les 10 ans de la collection et diffusés pendant 6 mois sur Auvio.

## Synopsis
Le lieutenant de gendarmerie Jérémie Meyer, sur le point d'épouser Clara, fait équipe avec la commandante Marie Leroy venue le remplacer, pour enquêter sur le meurtre d'une vieille femme terrifiée par l'Ankou. Les pistes les mèneront sur la mort du père de Jérémie et sur celle d'une jeune fille qui a eu la vieille femme pour nourrice. La commandante Marie Leroy avait aussi une autre raison de venir.

## Fiche technique
- Réalisation : Laurent Dussaux
- Scénario et dialogue : Matthieu Savignac
- Sociétés de production : Fontaram Productions, Kwai, France Télévisions, AT-Production et la RTBF (télévision belge)
- Producteurs : Pascal Fontanille et François Aramburu
- Directeur de production : Patricia Zimmermann
- Premier assistant réalisatrice :
- Photographie :
- Musique : François Staal
- Cheffe décoratrice :
- Montage :
- Cheffe costumière :
- Pays d'origine :  France /  Belgique
- Langue originale : français
- Genre : policier
- Durée : 90 minutes
- Dates de première diffusion :
  -  Belgique : 8 novembre 2020 sur La Une
  -  Suisse : 22 janvier 2021 sur RTS Un
  -  France : 3 avril 2021 sur France 3

## Distribution
- Évelyne Bouix : Commandante Marie Leroy
- David Kammenos : Lieutenant Jérémy Meyer
- Nadia Roz : Karima
- Cécile Brune : Nathalie Meyer
- Juliette Aver : Clara
- Frédéric Épaud : Ernest
- Stéphane Grossi : Patrick Valandier
- Jérôme Anger : Juge Bellec
- Cédric Zimmerlin : le prêtre Tristan Morin
- Sophie Le Dily : Elise Letallec
- Carole Brana : Justine Prigent
- Lety Pardalis : La légiste
- Samuel Labarthe : un gendarme (non crédité)

## Audience
- Audience :  France : 5,65 millions de téléspectateurs (première diffusion) (23,4 % de part d'audience)[2],[3]

## Tournage
Le tournage s'est déroulé dans plusieurs communes : Le Juch, autour de son église, puis Audierne, Douarnenez, Plouhinec et Plozévet, ainsi que Pont-Croix et Cléden-Cap-Sizun.

## Accueil critique
Pour Le Parisien, « Le scénario de cette enquête, qui cache en réalité une série de drames à tiroir, reste de facture classique, mais sait transcrire toute l’atmosphère mystérieuse de la Bretagne que l’on aime. […] Si l’interprétation de David Kammenos en enquêteur fougueux et futur jeune marié tourmenté par la mort de son père est efficace et irréprochable, c’est surtout la présence d’Evelyne Bouix qui irradie de ce long-métrage ».